# Xylocopini
Xylocopini is een geslachtengroep  uit de onderfamilie Xylocopinae. Het bestaat uit een geslacht, namelijk Xylocopa.